# 松村介石
松村 介石（まつむら かいせき、本名読み:すけいし、1859年11月9日（安政6年10月15日） - 1939年（昭和14年）11月29日）は、日本のプロテスタント系新宗教の指導者。植村正久、内村鑑三、田村直臣と共に、キリスト教界の四村と呼ばれた。道会の創設者。一時期養家の森本姓を名乗る。別名に市谷隠士、足堂、容膝堂主人。昆虫学者松村松年の実兄。いとこの子に橋本関雪がいる。

## 生涯

### 初期
安政6年(1859年)に播磨国明石藩士の家に生まれる。祖父・橋本文水、父・松村如年は武士で漢学者であったため、幼少の頃より『大学』『中庸』はじめ、四書五経に親しむ。明治3年(1870年)11歳のとき上京し、安井息軒の門に入塾するが半年で辞めて神戸に帰郷する。

### 入信
明治7年(1874年)に15歳で神戸在住のアメリカン・ボードの宣教師J・L・アトキンソンに学び、聖書に触れる。明治9年(1876年)17歳でさらに横浜に行き、アメリカ・オランダ改革派教会の宣教師ジェームス・バラの塾に学ぶうちキリスト教に入信し、明治10年(1877年)住吉町教会で洗礼を受ける。1882年頃、神経衰弱に陥るが、生涯を伝道に捧げることを誓った。築地大学校舎監をつとめながら、築地の東京一致神学校で学ぶ。しかし、外国人宣教師との折り合いが悪く退学することになり、バラとも袂を分かつことになる。

### 牧師時代
そこで、明治15年(1882年)12月に日本組合基督教会高梁教会の牧師に就任。明治16年(1883年)には沢山保羅に按手礼を受けて、正式に日本組合教会の牧師になる。明治18年(1885年)、大阪一致教会の牧師より王陽明の「啾啾吟」を教えられ甚く感銘し、それ以来王陽明の思想に傾倒した。

### 新聞記者時代
明治20年(1887年)より東京の『基督教新聞』、『福音新報』の主筆として活動する。この頃から、自由主義神学の影響を受けて、正統派神学の基督教新聞にとどまることができず、主筆を辞任する。

### 教育者時代
明治20年の内に、押川方義の推薦で、山形英学校の教頭になり、また加藤勝弥に招かれて、内村鑑三の後任として、北越学館の教頭に就任する。明治22年1889年、北越学館での教育実践をもとに、代表作『立志之礎』を刊行。その後、キリスト教青年会館講師を５年間勤めた。その活躍から、内村鑑三、植村正久、田村直臣と共に、明治キリスト教界四村の一人と呼ばれた。
明治32年1899年暮れから、鎌倉に移り、本格的に著述活動を始め、『修養録』を刊行。日本で最初の「修養読本」であり、青年層に広く読まれた。

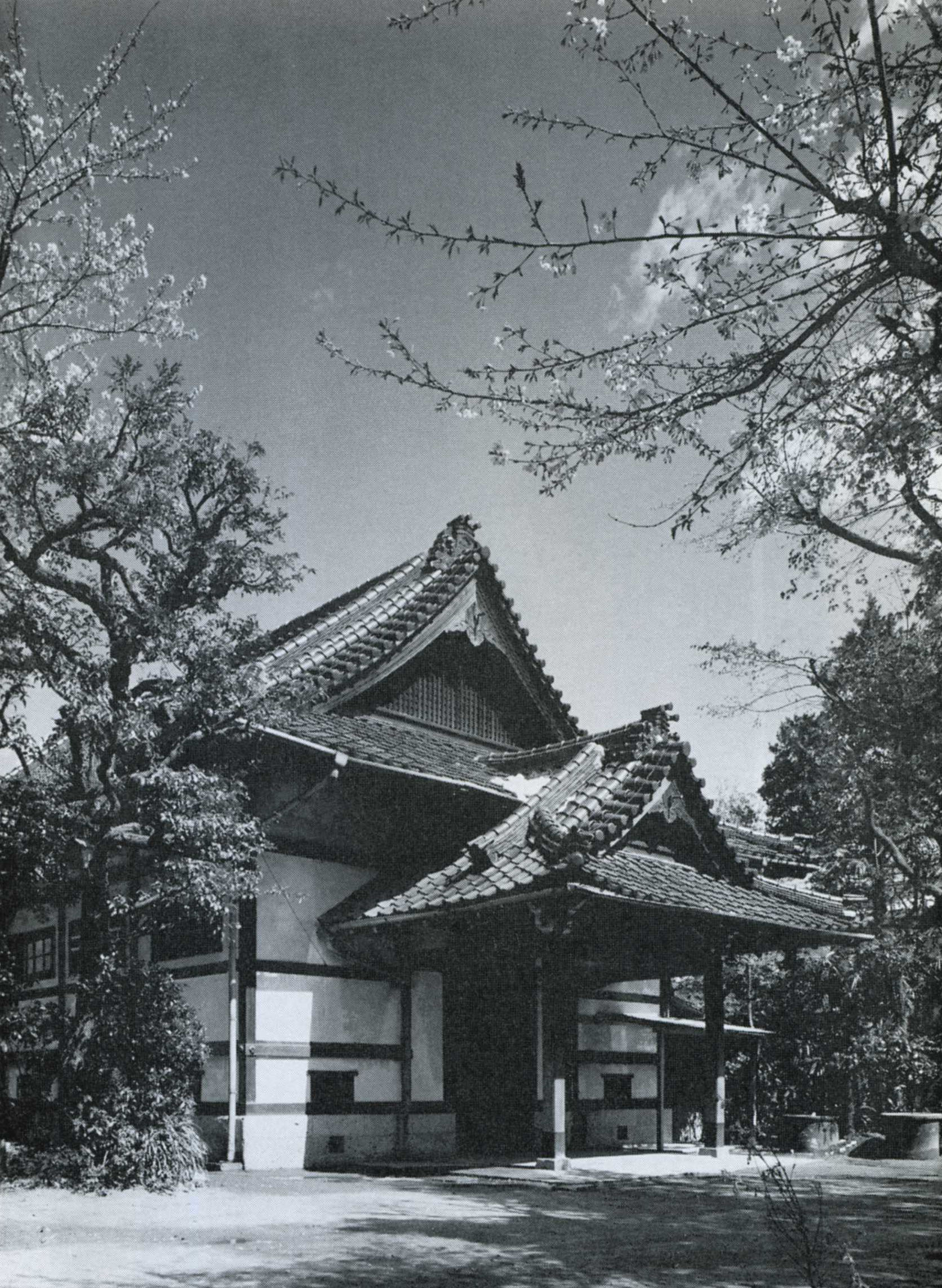
道会「拜天堂」
大正5年竣工・昭和63年解体

### 一心会
明治38年(1905年)には、一生を純宗教に捧げることを誓う。明治40年(1907年)に、政治家の渡辺国武らの支援を受けて新たに「一心会」と称する教会を開くことになった。これは、キリスト教の「高等批評」を初め、古今東西の宗教や歴史を研究の結果、「道は一なり、すべての宗教道徳の根本義は、信神、修徳、愛隣、永生の四綱領に帰する」と確信、今後の時代に合った万人の宗教をめざし、キリスト教、神道、儒教、老荘、仏教を包含した混交宗教である。松村は自ら「儒教的キリスト教」と言うべきであるとしている。

### 日本教会
その後、「日本教会」と改称し、キリスト教の一新派として布教を開始した。1907年(明治40年)ユニテリアンの村井知至が松村に協力を始める。明治41年に1908年5月に、今日も続く機関誌『道』を創刊する。ついで、政界、教育界、宗教界、実業界から人材を集めて「道友会」を結成する。明治42年4月、第三回道会入会式から洗礼をやめ、代わりに宣誓と署名捺印をした。

### 道会
1912年（明治45年）、「日本教会」を「道会」と改称、大倉孫兵衛、森村市左衛門ら財界人の援助も受けて宣教活動を進めた。震災後の1915年（大正4年）、松濤にあった鍋島直映侯爵の斡旋を受けて東京渋谷神山に土地を購入し、道会本部事務所を新築、移転。同敷地内に拝天堂の建設にもとりかかり、翌1916年（大正5年）12月に竣工、青年知識人が多数会員になった。翌1917年（大正6年）献堂式が行われ、同地に青年・学生のための寄宿舎「神山寮」も新築した。

### 晩年
昭和11年(1936年)、肺炎を起こしたのを機に会長を辞し顧問となる。昭和14年(1939年)11月29日、動脈硬化により80歳で逝去。多磨霊園に眠る。

## 人物像
- 介石は、上記のごとく四書五経を初めとする漢籍に造詣が深かったが、王陽明ほかの心学に通じ、漢詩にも造詣が深く、自ら詩吟を愛好、門下から近世吟詠中興の祖と言われる山田積善を輩出、各地で講演の際伴って詩を吟じさせた。『道会詩集』(一)(二)の著書もある。
- 晩年まで、介石は内村鑑三とは無教会派の同志として交流があり、大正14年(1925年)に植村正久が死去し、田村直臣が日本基督教会に復帰したことについて、内村鑑三は松村に手紙を書き送った。内村が日本ホーリネス教会の中田重治監督が詠んだ「植替へは過ぎて田は刈り収められ、松は緑に内は有福」の歌を「植さりし田面に秋の風吹きて、みどりは深かし内の松ヶ枝」と読み替え、犬養毅が政友会に入ったようだと残念がった。それに対して松村は「庭の内に植えたる松は二葉にて、嵐を他所に声も臭もなし」との返り歌を送った。
- 大川周明が道会に入会すると、大正2年（1913)に、松村は大川に、歴代天皇の業績を表した『列聖伝』の執筆出版を依頼したが、未完に終わった。

## 主な著書
- 立志の礎 (1889年3月13日 警醒社書店刊) オンライン版: doi:10.11501/758494
- 阿伯拉罕倫古竜伝 (1890年12月1日 丸善商社書店刊) オンライン版: doi:10.11501/782490
- 信仰の道 (1894年3月22日 警醒社書店刊)  オンライン版: doi:10.11501/824622
- 修養録 (1899年11月30日 警醒社書店刊) オンライン版: doi:10.11501/756755
- 警世時論 (1900年7月14日 救済新報社刊)
- 聖人ソクラテス (1903年2月19日 警醒社書店刊)
- 不朽の道 (1908年6月8日 警醒社書店刊)
- 老荘画談 (1911年11月13日 左久良書房)
- 十牛図解 (1916年5月18日 松村介石解 道会本部刊)
- 道会の栞 (1917年4月8日 道会本部刊)
- 新宗教 (1925年7月22日 道会事務所刊)
- 高嶺の月 (1926年5月18日 道会事務所刊)
- 信仰五十年 (1926年9月20日 道会事務所刊)
- 道会四書 (1926年10月25日 道会事務所刊)
- 道会バイブル (1928年3月30日 松村介石選 道会事務所刊)
- 道会老荘列 (1928年12月15日 道会事務所刊)
- 道会四書講義 (1929年4月1日 道会事務所刊)
- 道会詩集［一］ (1929年6月1日 道会事務所刊)
- 王陽明の悟道 (1929年8月2日 道会事務所刊)
- 道会の信仰 (1934年1月10日 東方書院刊)
- 道会詩集［二］ (1936年2月28日 道会事務所刊)
- 詩吟の心得 (1937年1月15日 道会事務所刊)
- 堂々たる信念の生活 (1939年2月20日 道会事務所刊)